# Station Derriaghy
Station Derriaghy is een spoorwegstation in Derriaghy in het Noord-Ierse graafschap Antrim. Het station ligt aan de lijn Belfast - Newry. 